# Gul iris
Gul iris (Iris pseudacorus) er en 60-100 cm høj, løvfældende, flerårig urt med en stiv, opret vækst og gule blomster. Arten er knyttet til rørsump og våde enge, men bruges også som havestaude ved damme og vandhuller.

## Beskrivelse
Gul iris er en flerårig urt med en opret vækst. Bladene sidder grundstillet, kant mod kant. De er linieformede med hel rand. Farven er friskt grøn på begge sider. Blomstringen sker i juni. Den blomsterbærende stængel er forgrenet og bærer nogle få højblade. I spidsen af hver forgrening sidder den gule, tretallige blomst. Frugten er en kapsel med mange frø. De spirer villigt under de rette, dvs. fugtige, forhold.
Rodnettet består af en vandret jordstængel, der ligger lige under jordoverfladen. Fra den skyder både blade, blomsterstængler og trævlerødderne frem.
Højde x bredde og årlig tilvækst: 0,60 x 0,60 m (60 x 5 cm/år), men blomsterstænglerne når dog op på 100 cm.

## Hjemsted
Gul iris er udbredt i Nordafrika, Mellemøsten, Kaukasus, Sibirien, Nord- og Sydamerika og i Europa. I Danmark er den almindelig i rørsumpe ved søer, damme, grøfter og langsomt strømmende vand. Arten er knyttet til lysåbne eller let skyggede voksesteder med lav vandstand og højt næringsindhold (rørsumpe).
Ved den tidligere sø, Nørrestrand, har Horsens Kommune anlagt nogle naturstier. Her findes arten i rørsumpe på hævet havbund sammen med bl.a. ask, tagrør, bredbladet dunhammer, båndpil, dunbirk, engkabbeleje, gråpil, høj sødgræs, rødel, rørgræs, seljepil og
tuestar
| Portal | Portal:Botanik |

## Fodnoter
1. ↑  "Horsens.dk: Nørrestrand". Arkiveret fra originalen 5. marts 2016. Hentet 17. februar 2013.